# Budíkov
Budíkov (německy Budikau) je obec v okrese Pelhřimov v Kraji Vysočina. Leží 4,5 kilometru severně od Humpolce. Žije zde 333 obyvatel.

## Historie
První písemná zmínka o obci pochází z roku 1226.

## Obyvatelstvo
| Rok            | 1869 | 1880 | 1890 | 1900 | 1910 | 1921 | 1930 | 1950 | 1961 | 1970 | 1980 | 1991 | 2001 | 2011 | 2021 |
| -------------- | ---- | ---- | ---- | ---- | ---- | ---- | ---- | ---- | ---- | ---- | ---- | ---- | ---- | ---- | ---- |
| Počet obyvatel | 562  | 555  | 542  | 487  | 504  | 526  | 474  | 394  | 382  | 354  | 316  | 284  | 269  | 320  | 328  |
| Počet domů     | 81   | 83   | 80   | 83   | 82   | 83   | 85   | 95   | 89   | 88   | 87   | 102  | 108  | 127  | 132  |

## Obecní správa

### Části obce
- Budíkov
- Malý Budíkov
- Pusté Lhotsko

### Obecní symboly
Znak a vlajka byly obci uděleny rozhodnutím předsedy Poslanecké sněmovny Parlamentu České republiky dne 11. května 2006.

## Školství
- Mateřská škola Budíkov

## Pamětihodnosti
- Kaplička z roku 1863
- Pomník padlých z roku 1936

## Galerie

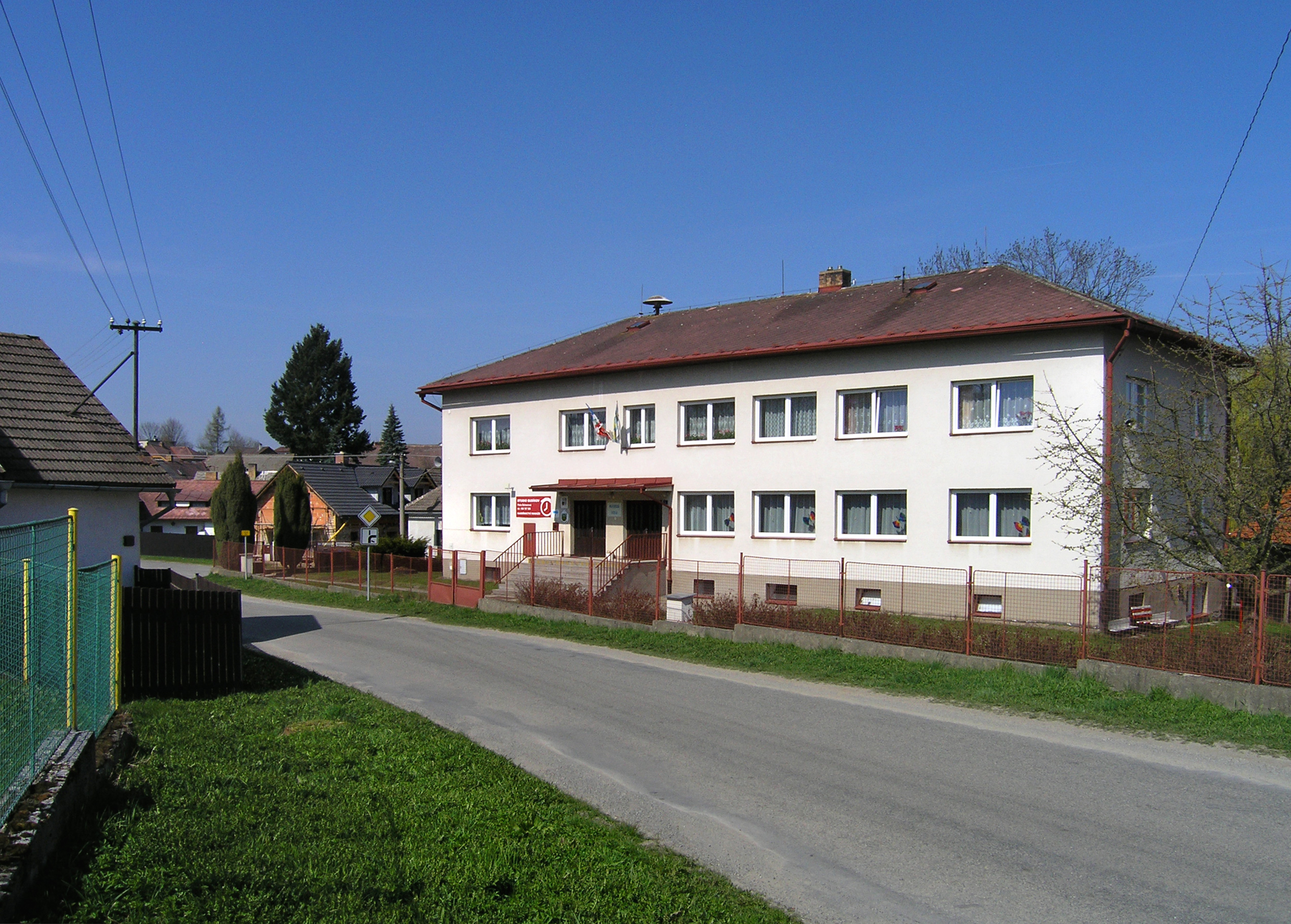
Obecní úřad a mateřská škola
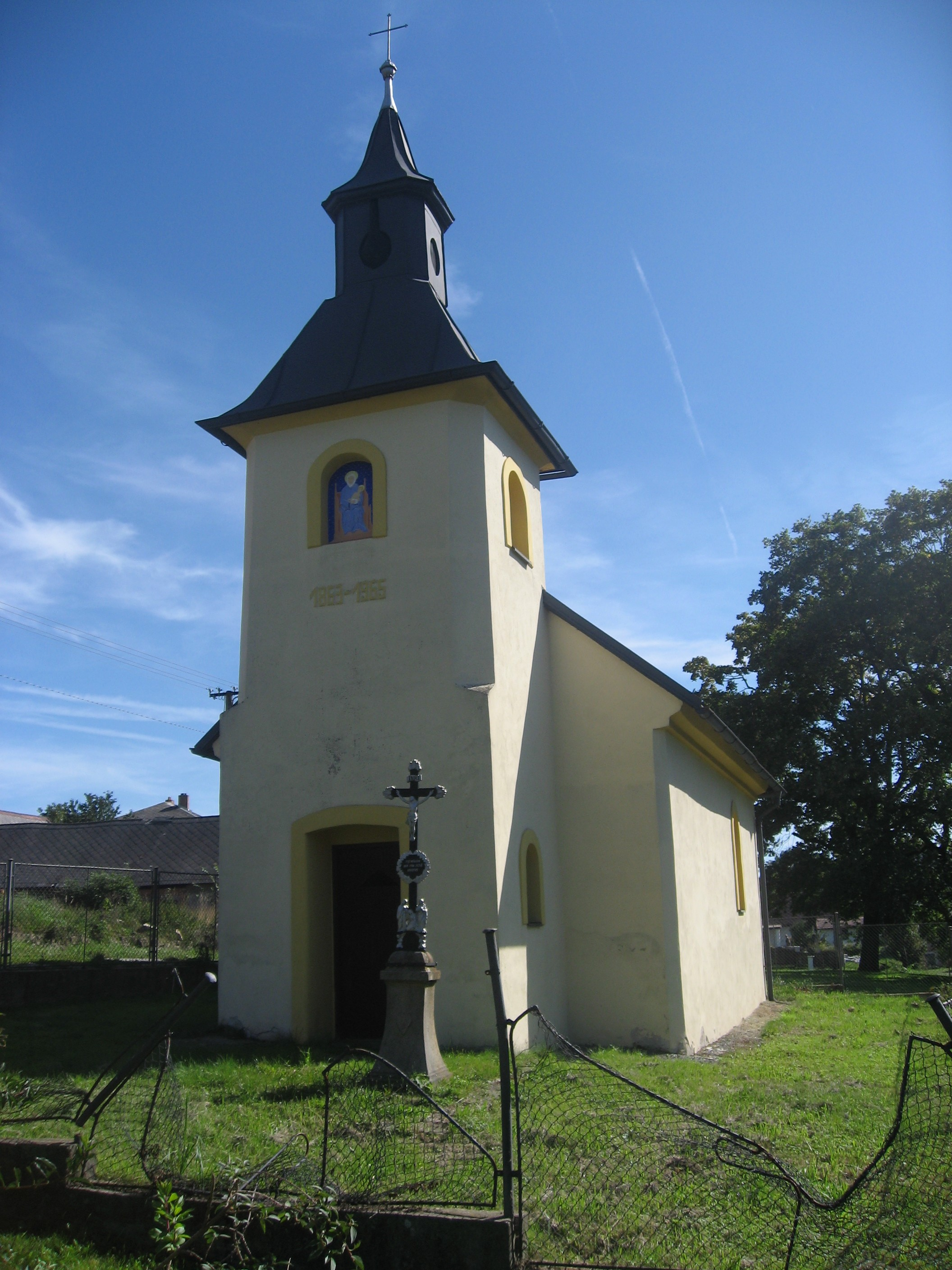
Kaplička
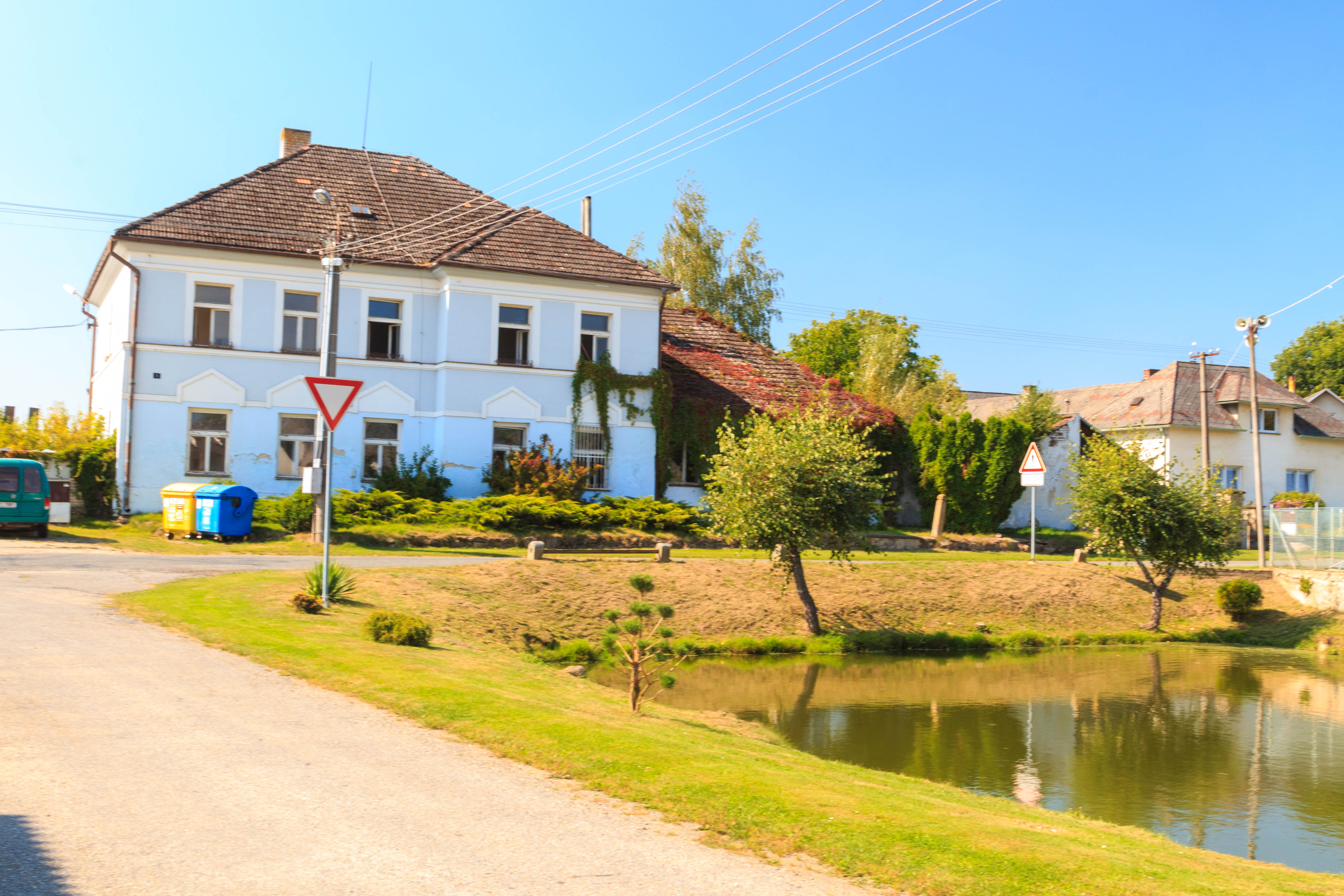
Budíkov - čp. 10
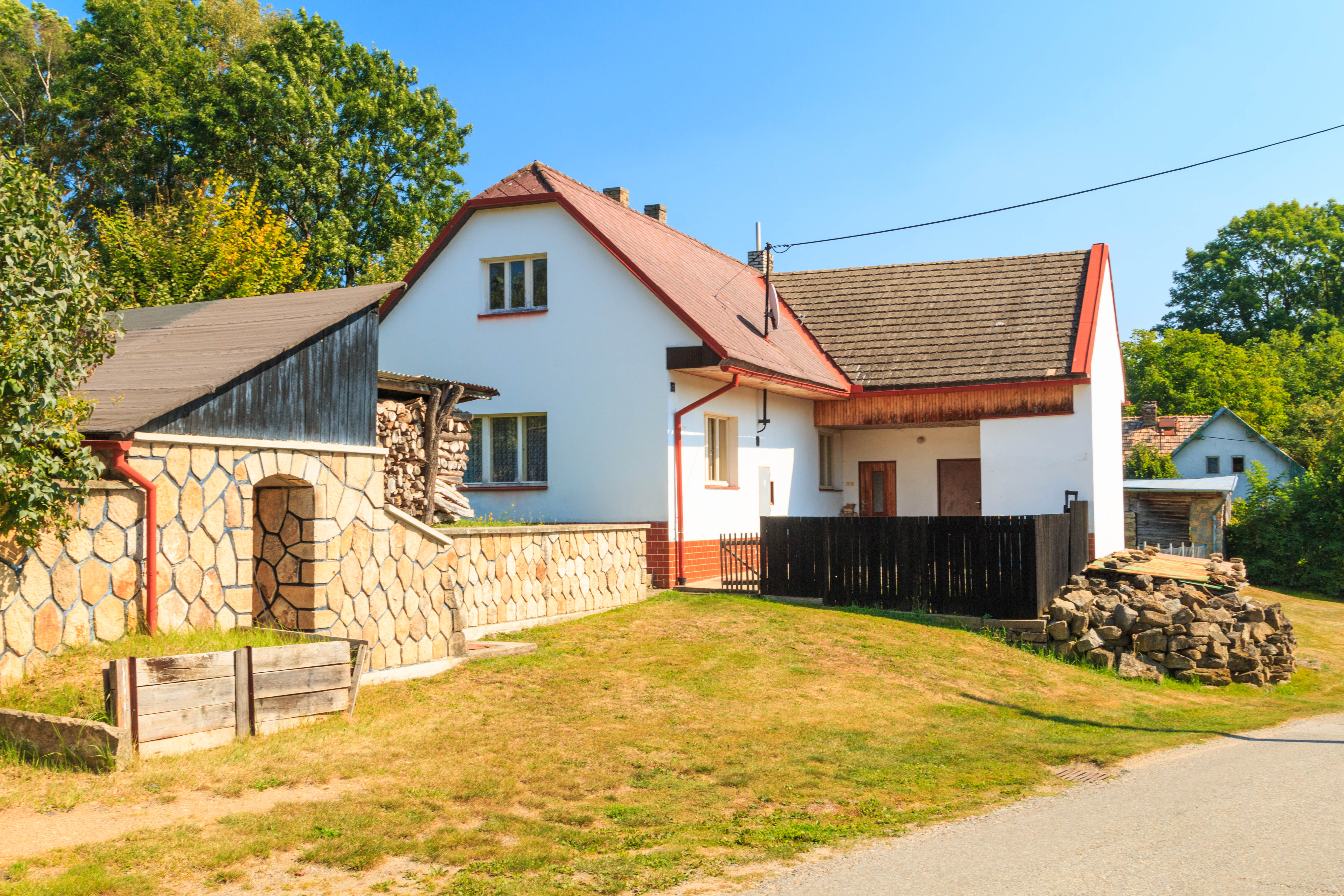
Budíkov - čp. 23